# Els fruits saborosos
Els fruits saborosos est un recueil de poèmes de l'écrivain espagnol d'expression catalane Josep Carner i Puig-Oriol paru en 1906. Composé de dix-huit poèmes assez brefs, ce recueil est considéré comme un tournant dans l'œuvre de l'auteur, dont c'est la première publication s'insérant dans le mouvement culturel du noucentisme, dont il représente une étape importante, avec notamment les Gloses d'Eugenio d'Ors, paraissant dans la presse depuis la même date.

## Historique
Josep Carner entame la rédaction du contenu d'Els fruits saborosos entre 1903 et 1905, et la première édition paraît le 1er février 1906. Plus tard, Josep Carner plubie deux autres éditions de son recueil, revues et corrigées, en 1928 et 1957. D'un point de vue de l'analyse littéraire, c'est dès lors un très bon exemple de l'évolution de sa technique poétique.
Tandis que l'édition de 1906 se caractérise par l'utilisation du catalan de l'époque encore non normalisé, l'édition de 1928 est remaniée en profondeur par l'auteur afin de pouvoir s'adapter à la nouvelle norme du catalan fixée par Pompeu Fabra. L'édition de 1957 achève cette normalisation et s'insère dans son dernier recueil d'œuvres, Poesia, paru cette année-là.
Els fruits saborosos fait partie de la collection Les millors obres de la literatura catalana (Les meilleures œuvres de la littérature catalane) de Edicions 62.

## Contenu
Dans tous les poèmes constituant ce recueil, l'auteur utilise un double prétexte : un fruit qui donne son titre à chaque poème, ainsi qu'une hypothétique réflexion sur l'écoulement du temps. Tout au long du recueil, les personnages des différents textes sont caractérisés par leur stade vital : à l'enfance correspond l'innocence, à l'âge mûr la sérénité et à la vieillesse la résignation.
La métrique dominante est l'alexandrin avec césure à l'hémistiche, de type classique.